# نیکولو پوتزیبون
نیکولو پوتزیبون (ایتالیایی: Nicolò Pozzebon؛ زادهٔ ۳ مهٔ ۱۹۹۷) بازیکن فوتبال اهل ایتالیا است.
از باشگاه‌هایی که در آن بازی کرده‌است می‌توان به باشگاه فوتبال خرونینگن و باشگاه فوتبال پروجا اشاره کرد.